# Plus haut sommet du monde

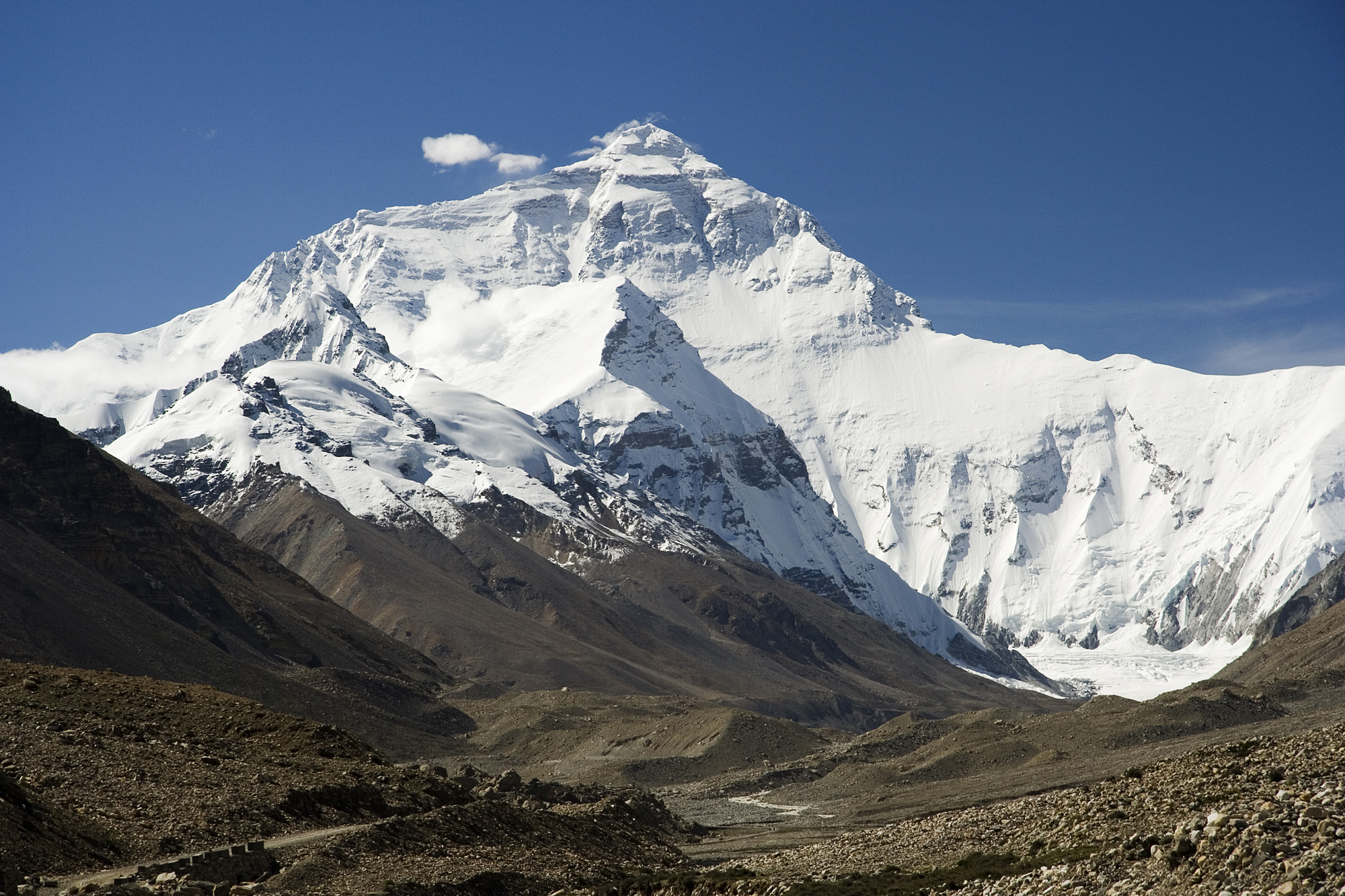
La face nord du mont Everest.

Le plus haut sommet du monde par rapport au niveau de la mer est reconnu depuis 1856 comme étant l'Everest dans l'Himalaya, à 8 849 m d'altitude.

## Altitude des montagnes
Jusqu'au milieu du XVIIe siècle, la notion d'altitude des montagnes reste très vague, et la mesure et la comparaison de ces altitudes très imprécises. L'évaluation de la hauteur des montagnes se fait par la distance maximale à laquelle on l'aperçoit, en particulier pour les sommets proches des mers qui servent de points de repère aux marins ; cette méthode posait cependant deux problèmes : d'une part il faut connaître avec précision le rayon terrestre, ce qui n'est pas le cas jusqu'au début du XVIIe siècle, et par ailleurs il faut prendre en compte le phénomène de réfraction atmosphérique, qui courbe les rayons lumineux, en particulier à longue distance et juste au-dessus de l'horizon. Cette évaluation se fait de façon plus imprécise encore par la présence de neige sur les hauteurs, en particulier sous les tropiques, ou bien par le temps mis pour parvenir au sommet. Les grands massifs montagneux comme les Alpes sont peu connus et explorés, et l'idée de comparer l'altitude des montagnes par rapport au niveau de la mer n'est pas apparue. Les sommets renommés pour leur hauteur sont donc plutôt des montagnes isolées, souvent à proximité de la mer ou de grandes plaines et que l'on voit de loin.
Le théodolite est inventé en 1571 par l'Anglais Thomas Digges à des fins d'arpentage. Il est perfectionné par l'abbé Picard qui met au point la méthode de la triangulation pour la mesure en 1667-1668 de la méridienne de Paris. Il utilise aussi la méthode à des fins de nivellement, notamment pour la construction de canaux. Il est l'auteur de deux importants traités : La mesure de la Terre (1671) et Traité du nivellement (1684) (publié par Philippe de La Hire). Le théodolite et la méthode de triangulation restent les bases de la mesure des altitudes, jusqu'au dernier quart du XXe siècle.
Le sextant moderne qui permet aux navigateurs de mesurer de façon précise la hauteur angulaire du soleil ou d'un sommet n'est inventé qu'en 1730.
Le baromètre est inventé en 1643 par Torricelli, et Pascal montre en 1648 que la hauteur de mercure varie avec l'altitude. En 1663, dans son Traitez de l'équilibre des liqueurs et de la pesanteur de la masse de l'air, il émet l'idée que la pression est la même partout au niveau de la mer : « Et c'est pourquoy nous donnerons d'abord la hauteur où l'eau s'élève aux lieux qui sont à niveau de la mer, parce que toute la mer est précisément du mesme niveau, c'est-à-dire également distante du centre de la terre en tous ses points : car les liquides ne peuvent reposer autrement, puisque les points qui seroient plus hauts couleroient en bas ». Vers 1700, lors de la mesure de la méridienne, Giovanni Domenico Cassini et Giacomo Filippo Maraldi mesurent la hauteur du baromètre sur des sommets du Massif central et des Pyrénées, et proposent de l'utiliser pour mesurer la hauteur des montagnes par rapport au niveau de la mer, même si la montagne en est « fort éloignée ». Mais la difficulté de trouver la loi qui fait varier la pression atmosphérique en fonction de l'altitude, ainsi que ses variations avec la météorologie rend son utilisation peu fiable : la détermination de cette loi est d'ailleurs un des principaux objectifs des mesures d'altitude et des ascensions au XVIIIe siècle.

## Antiquité
- Pline Histoire naturelle (et Solin)

Selon Pline dans son Histoire naturelle (2, LXV) : « Dicéarque, très savant homme, qui a mesuré des montagnes par l'ordre des rois. Il a écrit que le Pélion [en Thessalie, 1 624 m], la plus haute, avait 1 250 pas d'élévation perpendiculaire [soit environ 1 875 m], et que ce n’était rien par rapport au globe terrestre. Pour moi, cette conclusion me paraît incertaine : car je sais que certaines sommités des Alpes s'élèvent par un long développement qui n'est pas moindre de 50 000 pas ». Et selon Geminos, le même Dicéarque donne 15 stades au mont Cyllène sur l'île de Rhodes.

## Moyen Âge
- Dicuil De mensura orbis terrae (825)

Au XIVe siècle, Jean de Mandeville prétend que le mont Ararat a « bien sept lieues de haut » (plus de 30 000 m), et pour Hayton l'historien († 1308) c'est le plus haut sommet du monde ; pour Jean de Marignolli, c'est le pic d'Adam à Ceylan, tout près du paradis terrestre.

## Pic de Ténérife
Le plus haut sommet de l'« Ancien Monde » était réputé être le pic de Teide sur l'île de Tenerife aux Canaries, ce qui était une des raisons en faveur du méridien de Ténérife utilisé par les Hollandais. Son altitude était très mal évaluée, souvent à plus de 10 000 m et parfois jusqu'à 100 km (mesurant en réalité 3 718 m, il est en fait moins haut que beaucoup de sommets des Alpes).
Le navigateur vénitien Alvise Cadamosto visite les Canaries en 1455, et raconte dans son ouvrage publié en 1460 que « Tenerife mérite une mention particulière, étant la plus peuplée, et l'une des îles les plus élevées au monde, de sorte que par temps clair, on l'aperçoit de très loin en mer. Des mariniers dignes de foi m'ont assuré l'avoir aperçue à une distance de 60 à 70 lieues espagnoles. […] Cela est aussi confirmé par des chrétiens faits prisonniers dans cette île et qui assurent que cette montagne mesure 15 lieues portugaises de la base au sommet » (soit environ une visibilité à 360 à 420 km, alors qu'elle n'est que de 160 km, et une altitude de 90 km).
Dans le journal de son premier voyage Christophe Colomb raconte une éruption du volcan dans la nuit du 24 au 25 août 1492 : « En passant près de Ténériffe pour attérer à la Gomera on vit un grand feu sortant de la Sierra de l'île de Ténériffe qui est extrêmement élevée ». Pendant plusieurs siècles les Canaries sont une étape obligée pour tous les voyages vers le Nouveau Monde.
L'explorateur français André Thevet passe aux Canaries en 1555 : « En l'une de ces îles, nommée Ténériffe, y a une montagne de si admirable hauteur que les montagnes d'Arménie, de la Perse, Tartarie, ni le mont Liban en Syrie, le mont Ida, Athos, ni Olympe tant célébré par les histoires ne lui doivent être comparés : contenant de circuit sept lieues pour le moins, et de pied en cap dix-huit lieues. […] Cette montagne est de telle hauteur que si l'air est serein, on la peut voir sus l'eau de cinquante lieues et plus. »
Au XVIIe siècle l'astronome italien Giovanni Battista Riccioli lui donne une hauteur de 10 milles italiens (soit environ 15 km). En 1617, Willebrord Snell, qui vient de faire la première mesure de la circonférence terrestre par triangulation, obtient, en prenant en compte 1° dû à la réfraction, 27 000 pieds (et 25 416 pieds pour l'Etna),. En 1650, le géographe allemand Bernard Varenius, d'après les récits de marins qui affirment qu'il est visible à une distance de 4° de latitude, trouve une hauteur de 8 milles italiens (soit 12 km), ce qu'il juge peu crédible, et réduit à 4 ou 5 miles pour tenir compte de la réfraction,.
Dans son Grand Dictionnaire géographique historique et critique, Antoine-Augustin Bruzen de La Martinière donne pour hauteur 47 812 pieds : « On le regarde comme la plus haute montagne du monde ».

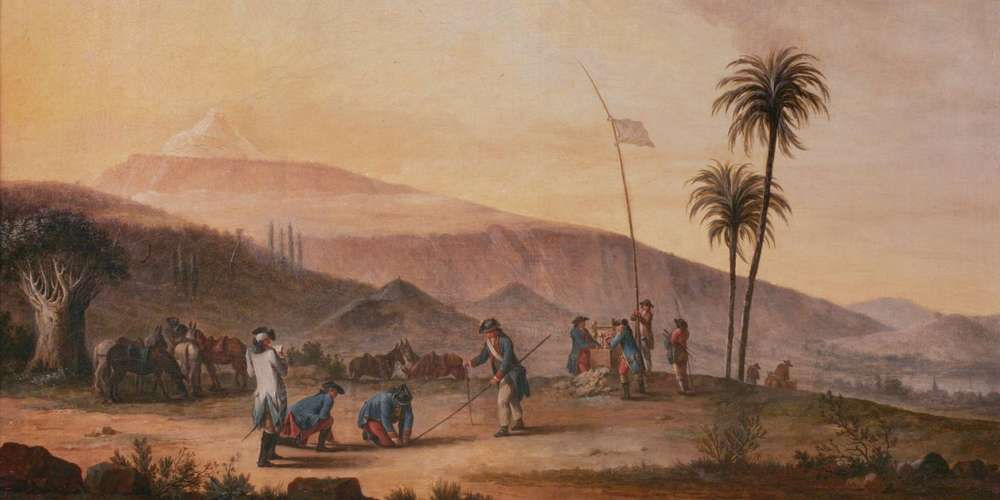
Le chevalier Jean-Charles de Borda au Pic de Teneriffe, Pierre Ozanne, 1776.

Les premières vraies mesures sont faites en 1724, par le père Feuillée qui se rend aux îles Canaries pour déterminer la position du méridien de l'île de Fer. Il mesure également la hauteur du pic de Ténérife à 2 213 toises (4 313 m) par des mesures d'angles et 2 264 toises avec un baromètre (en utilisant la méthode erronée de Cassini),. Jusqu'en 1776 diverses tentatives de mesures donnent entre 2 658 et 1 742 toises (entre 5 180 et 3 395 m), cette dernière mesure faite en 1771, par Borda, Verdun de la Crenne et Pingré, étant entachée d'une erreur de copie. En 1776 Borda fait de nouvelles mesures géodésiques et barométriques et obtient la première mesure fiable avec 1 905 toises (3 715 m),.

## Alpes
Vers 1685, le mathématicien genevois Nicolas Fatio de Duillier essaie de mesurer la hauteur de la « Montagne Maudite » comme on appelle alors le mont Blanc, qui est clairement visible depuis sa ville. En connaissant sa distance avec une assez bonne précision, il en mesure l'élévation angulaire depuis les rives du lac Léman avec un quart de cercle, et trouve 2 000 toises au-dessus du lac. Pour l'altitude de ce dernier par rapport au niveau de la mer, il applique au Rhône la pente moyenne de la Loire mesurée par Jean Picard. Les erreurs importantes de ses deux estimations se compensant en partie, il obtient au total une altitude 2 426 toises, soit 4 728 m, et conclut « cela me fait croire que de toutes les montagnes qui ont jusqu'à présent été mesurées avec quelqu'exactitude, il n'y en a point de plus haute que la Montagne Maudite »,.
Des résultats similaires sont obtenus lors d'une visite à Chamonix en 1742 par l'ingénieur genevois Pierre Martel (1702-1761) et, vers 1744, par l'astronome de Lausanne Loys de Chéseaux (1718-1751) qui trouve 2 246 toises au-dessus du lac Léman (soit 4 752 m au-dessus du niveau de la mer) pour le « Mont Maudit en Savoye, une des plus hautes de notre monde ». C'est l'Anglais Schuckburg qui fait en 1775 la première mesure géodésique précise et trouve 4 804 m.

## Cordillère des Andes

### Chimborazo
Le premier Européen à voir le sommet enneigé du Chimborazo est le conquistador Bartolomé Ruiz, éclaireur envoyé par Francisco Pizarro en Équateur en 1526.
Entre 1541 et 1556, l'Italien Girolamo Benzoni passe à côté du Chimborazo en allant de Guayaquil à Quito. Dans son récit publié en 1565, il fait la première description de la montagne : « Partant une fois de Guaiaquil pour aller en Quito, je passais le grand mont de Chimbo qui a plus de quarante mil, c'est-à-dire dix lieues de hauteur, et si est entièrement deshabité ».
Dans la première moitié du XVIIIe siècle, il apparaît que la cordillère des Andes est bien plus élevée et le Chimborazo (Chimboraço à l'époque) devient le sommet le plus élevé, avec une altitude estimée à 3 220 toises (soit environ 6 280 mètres), par Pierre Bouguer et Charles Marie de La Condamine lors de l'expédition géodésique française en Équateur (1735-1743), la hauteur mesurée actuellement étant de 6 268 m. Bouguer pense que c'est « peut-être la plus haute du Monde ». L'Espagnol Jorge Juan y Santacilia qui participe à l'expédition pour le compte de Philippe V d'Espagne obtient, lui, 3 380 toises soit 6 588 mètres. L'objectif principal de cette mesure était d'estimer le volume de la montagne afin de vérifier la théorie de l'attraction universelle de Newton en observant la déviation de la verticale à proximité de la masse de la montagne, une expérience qui fut un échec.

## Himalaya

### Premières reconnaissances
Jusqu'à la fin du XVIIIe siècle, l'Himalaya est très peu connu et exploré des Occidentaux. Même si les vallées sont pour la plupart habitées depuis longtemps, les plus hauts sommets n'ont jamais été gravis.
Le premier à réaliser l'importante hauteur des sommets de l'Himalaya est le major James Rennell, premier Surveyor-General du Bengale qui venait de passer sous la domination britannique, qui voyage dans les années 1770 vers la frontière avec le Bhoutan. Dans son compte-rendu il rapporte que « [Les grandes montagnes du Tibet] comptent parmi les plus hautes de l'ancien monde. Je n'ai pas pu déterminer leur hauteur ; mais on peut dans une certaine mesure l'estimer par le fait qu'elles s'élèvent considérablement au-dessus de l'horizon depuis les plaines du Bengale, à 150 miles [240 km] de distance ».
En 1784, le juge et orientaliste William Jones observe depuis les bords du Gange à Bhagalpur une montagne qu'il appelle Chumalury (probablement le Chomolhari, 7 314 m). D'après le récit du capitaine Turner, envoyé en mission au Bhoutan en 1783 avec le lieutenant Davis et le chirurgien Saunders, il en estime la distance à 244 miles (soit 393 km, la distance réelle étant de 367 km) et en déduit que l'Himalaya est la plus haute chaîne de montagnes du monde « sans excepter les Andes ».
Dans les années 1790, Henry Thomas Colebrooke est affecté à un poste administratif à Purnia dans le Bihar, d'où il observe, de bien plus près que Jones, le Chomolhari, dont il estime la distance à 150 miles (soit 240 km, la distance réelle est de 290 km). Il en mesure l'élévation angulaire à 1°1' au-dessus de l'horizon, ce dont il déduit une altitude de 26 000 pieds (7 930 m, Purnia étant dans la plaine du Gange dont l'altitude n'est que de quelques dizaines de mètres).
En 1802, le colonel Richard Crawford se rend à Katmandou au Népal, d'où il mesure approximativement l'élévation des montagnes autour de la vallée de Katmandou (dont l'altitude de 1 350 m n'est alors pas connue), dont plusieurs atteignent 20 000 pieds au-dessus du point d'observation. En 1804, le traité d'amitié anglo-népalais est rompu, et les frontières du Népal fermées aux étrangers pour 150 ans, ce qui interdit d'approcher des plus hauts sommets de l'Himalaya central. Mais à la suite de la seconde guerre anglo-marathe (1802-1804), le Raj britannique s'étend le long la vallée du Gange à l'Ouest du Bihar, dans l'Uttar Pradesh. La région est explorée en 1807-1808 par le nouveau Surveyor-General du Bengale, Robert Colebrooke, cousin de Henry, qui lui recommande d'essayer de mesurer l'altitude des hauts sommets de l'Himlaya au Nord. explore la région ; il fait des mesures à Gorakhpur sur le Gange, et à Pilibhit (à l'actuelle frontière sud-ouest du Népal) ; depuis Gorakhpur il observe deux pics dont il estime l'élévation à plus de cinq miles (8 045 m) au-dessus de la plaine où il se trouve, en utilisant pour la réfraction des tables standards de correction, en lesquelles il a peu confiance ; il est toutefois convaincu que les sommets sont « aussi hauts sinon plus que les cordillères de l'Amérique du Sud ». Atteint de la malaria et de la dysenterie, dont il meurt en septembre 1808, il laisse son assistant le lieutenant William Spencer Webb poursuivre la recherche des sources du Gange. Ce dernier va mesurer depuis quatre stations à la frontière népalaise un sommet, dont il découvre qu'il s'appelle le Dhaulagiri, en obtenant l'altitude de 26 862 pieds (soit 8 190 m, proche des 8 167 m actuels),.
Toujours 1809, le lieutenant Macartney qui accompagne Mountstuart Elphinstone, envoyé britannique à la cour de Kaboul, observe les sommets de l'Hindou Kouch (dont le point culminant est le Tirich Mir, 7 690 m) depuis Peshawar. Il en estime la distance d'un des pics à 100 miles et son altitude à 20 493 pieds (tout en notant que l'angle d'élévation étant très faible, 1°30', l'incertitude est importante).
Dans un article sur les sources du Gange, dans les Asiatic Researches en 1812, Henry Thomas Colebrooke cite une lettre de Webb : « L'altitude extrême de l'Himalaya est encore inconnue ; mais sur la base de plusieurs mesures de l'élévation d'un sommet bien visible, faites à différentes heures du jour avec un excellent instrument, sa distance ayant été auparavant déterminée depuis les extrémités bien définies d'une ligne de base suffisamment étendue, dans la plaine de Rohilkhand, et en corrigeant d'un huitième de l'angle mesuré, ce qui est supposé être supérieur aux effets de la réfraction terrestre, l'altitude obtenue est de 22 000 pieds [6 710 m] au-dessus de ces plaines », mais conclut prudemment : « Je ne m'aventurerais pas à affirmer que l'altitude des plus hauts sommets de l'Himalaya soit aussi élevée que ce que déduit le lieutenant Webb de ses observations. L'erreur possible du fait de l'incertitude de la réfraction est considérable, et du fait des problèmes d'approvisionnement en instruments, aucune mesure barométrique n'a pu confirmer les conclusions du calcul trigonométrique. Sans aller jusqu'à supposer que l'Himalaya dépasse les Andes, il y a suffisamment d'éléments pour avancer que cet immense massif de montagnes, qui s'élève bien au-dessus de la limite des neiges éternelles à une latitude presque tropicale, comme une chaîne ininterrompue de sommets élevés, n'est dépassée ou égalée par aucune autre chaîne de montagnes sauf les cordillères des Andes ».

### Great Trigonometric Survey
Au début du XIXe siècle, le Survey of India lance le Great Trigonometric Survey, dont l'objectif est de réaliser une triangulation géodésique de l'Inde, afin d'une part de servir de base à la cartographie du Raj britannique, et d'autre part de contribuer à la mesure d'un arc de méridien terrestre et de la forme du globe. Une première ligne de base géodésique, de 7 miles et demi (12 kilomètres) est mesurée précisément à Madras, en 1802, après avoir aplani et dégagé le terrain, à l'aide d'une chaîne calibrée de 100 pieds (30 mètres), en prenant en compte les effets de dilatation thermique. L'opération prend deux mois. À partir de cette base, la triangulation à l'aide d'un grand théodolite de précision, pesant une demi-tonne, se fait de proche en proche, en se plaçant en haut de collines, de temples, ou faute d'alternative, de tours spécialement construites. Commencé dans le Sud de l'Inde, il faut 40 ans pour que le « Grand Arc » atteigne l'Himalaya, et permette de mesurer à distance la position et la hauteur des grands sommets du Népal interdit. L'initiateur du projet, William Lambton, meurt en 1823 et est remplacé par son assistant George Everest.

### Dhaulagiri

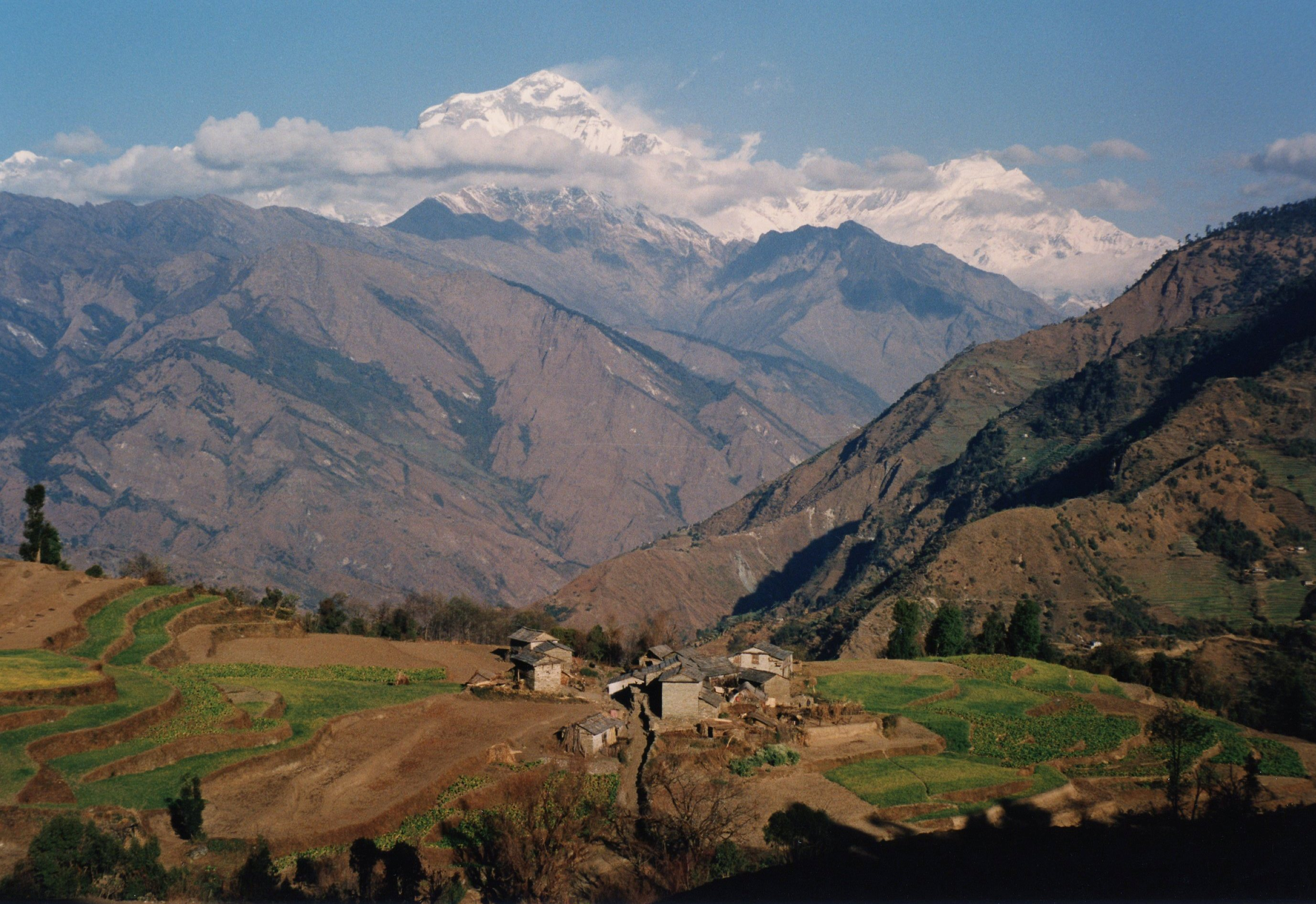
Le Dhaulagiri, vu depuis Ghorepani au Népal.

Jusque vers 1815, ces découvertes ne sont pas publiées ni connues en Europe. En juin 1802, Alexander von Humboldt parvient avec Aimé Bonpland, Carlos Montufar et Chagra de San Juan à environ 5 878 m d'altitude sur les flancs du Chimborazo, toujours considéré comme le plus haut sommet du monde. Cette ascension a un retentissement considérable, et assure la renommée de Humboldt, qui écrit en 1808 : « Des envoyés anglois se sont fait porter en litière au travers de l'Inde septentrionale jusqu'au Thibet. Ils venoient de Calcutta où les baromètres sont très communs, et cependant nous ne savons encore rien sur l'élévation de ce pays. Je crois qu'en Europe on n'en a que des idées très exagérées, et que le Thibet est beaucoup plus bas que le plateau de Quito ».
En 1815, Mountstuart Elphinstone publie An account of the kingdom of Caubul dans lequel il donne les résultats obtenus par Macartney, et conclut : « Si ces mesures sont correctes, les sommets de l'Hindou Kouch sont plus élevés que ceux des Andes ».
En 1816, Colebrooke publie dans les Asiatic Researches un long article dans lequel il a rassemblé l'ensemble des données, et dans lequel il affirme enfin : « Je considère que les preuves sont maintenant suffisantes pour autoriser une déclaration sans réserve que l'Himalaya est la plus haute chaîne de montagnes connues, ses sommets les plus élevés dépassant de beaucoup les plus hauts des Andes ». Il cite notamment le Chamalari (Chomolhari), visible à 232 miles, ce qui « requiert une élévation dépassant 28 000 pieds [8 540 m] pour être en limite de visibilité dans l'état moyen de l'atmosphère […] bien qu'une élévation inférieure, il faut le reconnaître, puisse être suffisante sous de conditions extrêmes de réfraction ». Il donne également le nom du sommet observé par Webb en 1809, Dholagir ou Dhawalagiri (aujourd'hui le Dhaulagiri, « Montagne Blanche »), et en reprenant les calculs avec de nouveaux coefficients de réfraction, porte son altitude à 27 677 pieds [8 440 m], les 26 862 pieds [8 138 m] de Webb étant un minimum.
L'article de Colebrooke est démonté point par point par un article anonyme mais bien informé dans la Quarterly Review de 1817 : les données présentées par Colebrooke sont souvent douteuses, les sommets trop lointains, les angles mesurés trop faibles et les corrections dues à la réfraction trop incertaines : « Sur la base de toutes ces considérations, nous ne pouvons que conclure que la hauteur des sommets de l'Himalaya n'a pas encore été déterminé avec assez de précision pour affirmer leur supériorité sur les Andes ».

### Nanda Devi

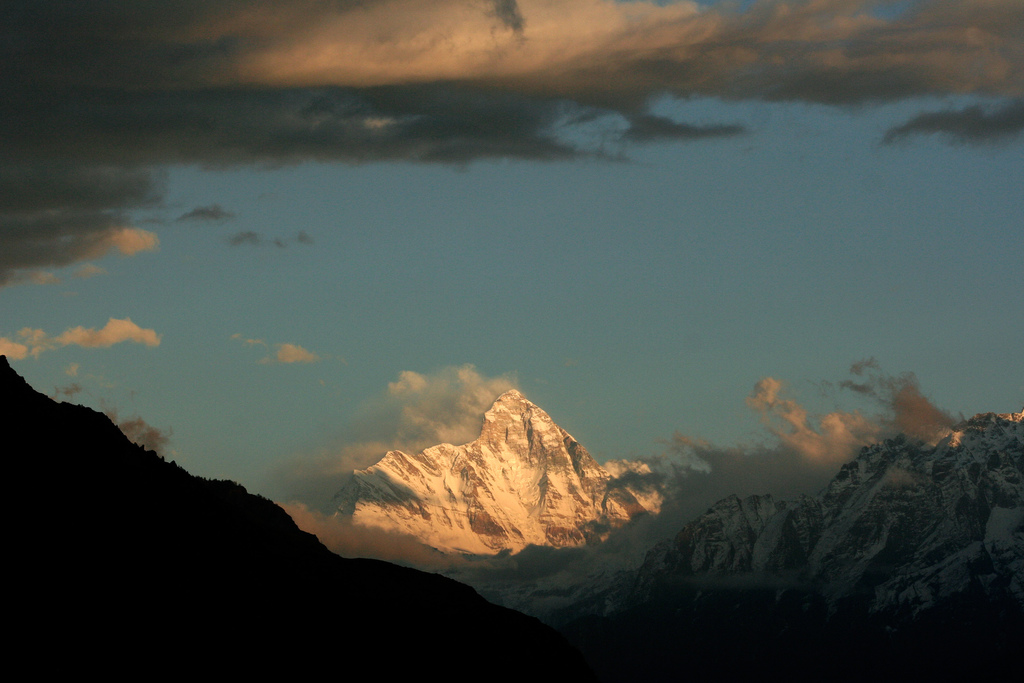
La Nanda Devi depuis Joshimath dans le Gahrwahl.

La guerre anglo-népalaise (1814-1816) s'achève par le traité de Sugauli, aux termes duquel l'empire britannique acquiert une grande partie des plaines du Terraï au sud de l'Himalaya, et les hautes régions montagneuses du Sikkim à l'est, et du Gahrwahl et du Kumaon à l'ouest.
À partir de 1816, le désormais capitaine William Webb et le capitaine John Hodgson explorent et mesurent les montagnes du Kumaon et du Gahrwahl dans l'Ouest du Népal. Ils sont à proximité des hauts sommets, ce qui permet des mesures angulaires précises, et pour estimer les altitudes locales disposent de baromètres, ou à défaut (ces derniers étant très fragiles) de thermomètres pour mesurer la température d'ébullition de l'eau (qui dépend de la pression). Faute des moyens pour mesurer directement une base géodésique, Webb, au Kumaon, en détermine une par des mesures astronomiques de latitude. De 1817 à 1820, il mesure ainsi l'altitude des sommets qu'il aperçoit, le plus élevé, noté XIV, atteignant 25 669 pieds. En 1819, il reçoit une copie de la Quarterly Review, qui remet en question ses mesures. Un des arguments qui appuient l'idée que la hauteur de l'Himalaya a été largement surévaluée est que le col de Niti, dans le Garhwal, par lequel l'explorateur William Moorcroft est passé au Tibet en 1812, n'est pas enneigé en été, alors que selon les théories de l'époque, la limite inférieure des neiges éternelles ne devraient pas dépasser 11 000 pieds (soit 3 400 m). Il fait des mesures barométriques au col de Niti et obtient 16 814 pieds soit 5 128 m.
Hodgson, qui est chargé du Gahrwahl, fait aussi des mesures trigonométriques des sommets qu'il aperçoit, dont le pic XIV de Webb, qu'il note pour sa part A2. Il bute pendant plusieurs années sur le problème de la base géodésique. Il commence comme Webb par essayer d'en établir une astronomiquement, entre le sommet du Chûr Dhâr, et la ville de Saharanpur, en en mesurant les latitudes. Mais les résultats sont incohérents. Il apparaîtra par la suite que ces incohérences sont liés à des déviations de la verticale gravitationnelle locale, du fait de la présence des montagnes et d'anomalies de la densité de la croûte terrestre, qui entraînaient une erreur de 500 mètres sur une distance de 100 kilomètres. En 1819, Herbert, l'assistant de Hodgson, réussit finalement à établir une ligne de base de 4 miles, suffisamment précise malgré les moyens de fortune utilisés, et qui constitue la première base géodésique fiable dans l'Himalaya. Il peut enfin calculer la hauteur des sommets du Gahrwahl, dont le A2 à 25 749 pieds, soit 7 848 m), qu'il décrit ainsi « A2 est donc, aussi loin que va notre connaissance, la plus haute montagne du monde ».

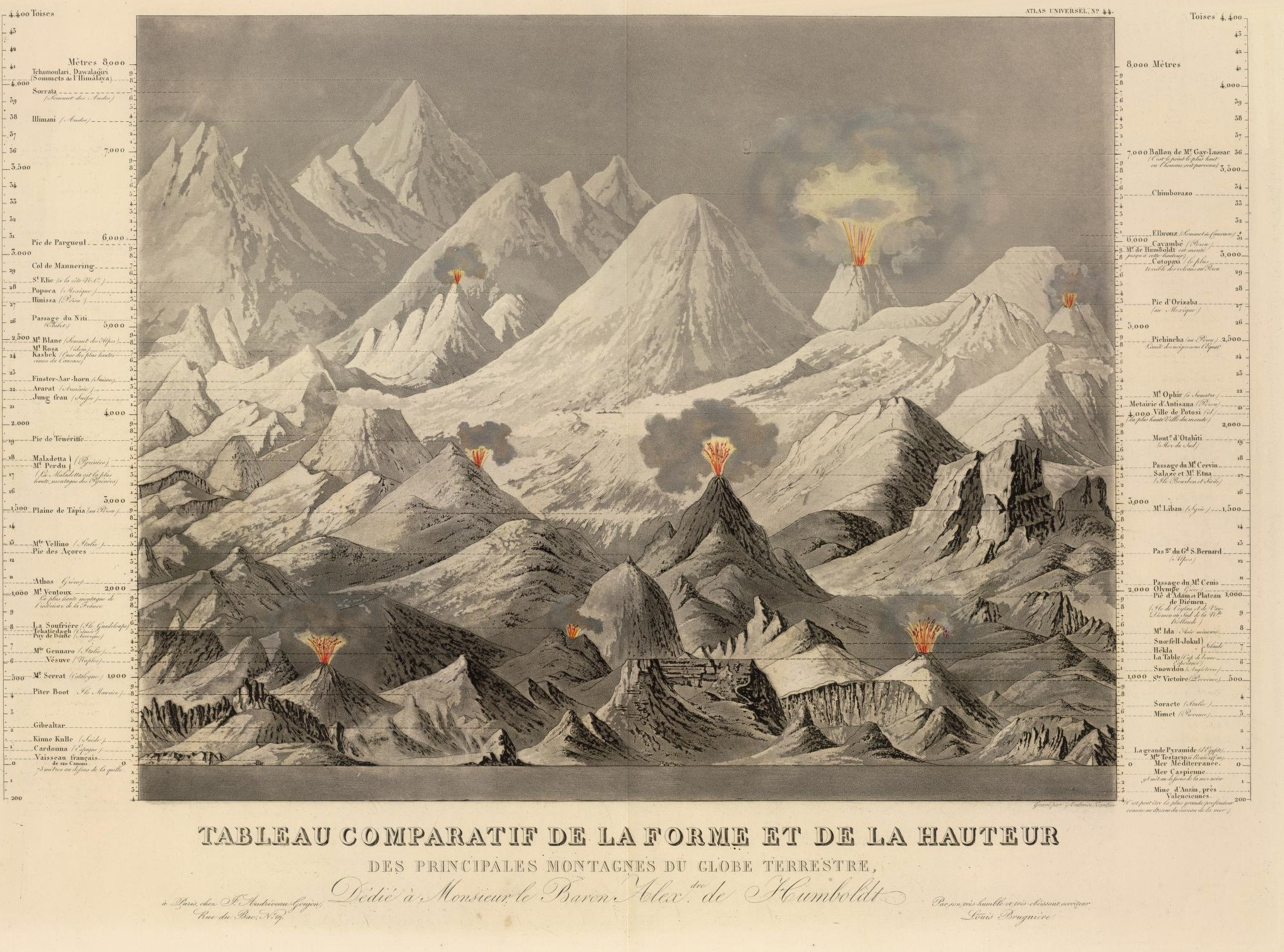
Ambroise Tardieu, Tableau comparatif de la forme et de la hauteur des principales montagnes du globe terrestre, dédié à Humboldt dans l'Atlas universel (1842) : les plus hauts sommets du monde sont supposés être le Dhaulagri et le Chomolhari, en Himalaya, les plus élevés des Andes sont le Sorata et l'Illimani.

Ce sommet sera connu ensuite comme Jawahir ou Djawahir (nom qui s'applique à la région, aujourd'hui Johar), avant que son nom local ne soit connu : la Nanda Devi. Les résultats de Webb sont publiés en 1820, et ceux de Hodgson et Herbert en 1822 : la suprématie de l'Himalaya sur les Andes est définitivement établie et, si la Nanda Devi est le plus sommet connu dont l'altitude ait été mesurée avec précision, le Dhaulagiri et le Chomolahri sont généralement considérés comme les plus hauts sommets, en dépit de l'incertitude sur leurs altitudes réelles. Cette situation va perdurer jusqu'en 1848, même si entre-temps, des sommets plus élevés que le Chimborazo vont être découverts en Amérique du Sud.

### Sorata, Illimani et Aconcagua
En 1827, le géographe irlandais Joseph Barclay Pentland (1797-1873) explore la Bolivie et mesure des sommets bien plus hauts que le Chimborazo : le Nevado de Sorata (aujourd'hui Illampu, coté 6 421 mètres) à 25 250 pieds (3 949 toises ou 7 796 m) et le Nevado Illimani (aujourd'hui coté à 6 462 mètres) à 23 999 pieds (3 753 toises ou 7 315 m). Il envoie ces mesures très surestimées, à François Arago qui les publie dans l'Annuaire du bureau des longitudes pour 1830. Le Sorata et l'Illimani sont donc réputés les plus hauts sommets d'Amérique du Sud, le Sorata étant tout proche de la Nanda Devi, tout en étant largement inférieur à l'altitude estimée du Dhaulagiri. Mais en 1848 Pentland publie une carte du bassin du Titicaca, avec des altitudes corrigées, à 21 286 et 21 149 pieds, c'est-à-dire plus bas que le Chimborazo (alors qu'elles sont effectivement plus hautes).
Entre-temps, en 1835, le vice-amiral Robert FitzRoy, qui commandait le second voyage du HMS Beagle (avec à son bord Charles Darwin), avait fait mesurer l'altitude de l'Aconcagua à environ 23 000 pieds.

### Kangchenjunga

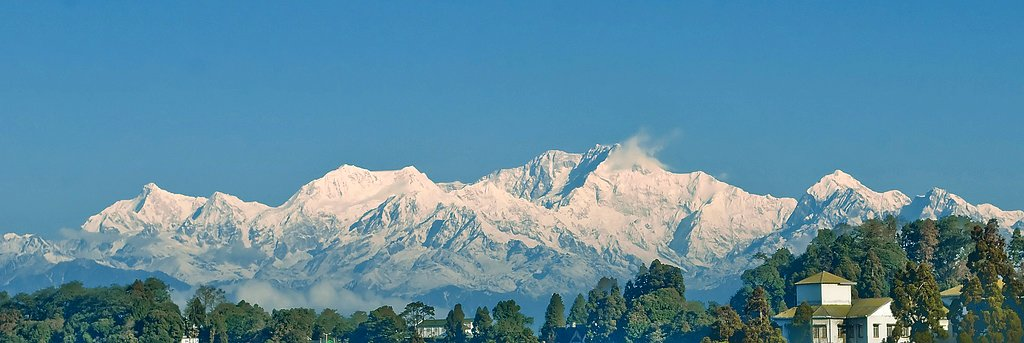
Vue du massif du Kangchenjunga depuis Darjeeling, 70 km au sud.

Au début des années 1840, le Great Trigonometric Survey atteint l'Himalaya, et le « Grand Arc » va du cap Comorin au sud au sommet du Chûr Dhâr, près de Dehradun. George Everest prend sa retraite en 1845, et est remplacé par le colonel Andrew Scott Waugh, qui va poursuivre le travail en triangulant de nouvelles branches latérales (d'est en ouest), en particulier dans la plaine du Gange, d'où sont visibles les hauts sommets du Népal. Ni Everest, ni Waugh ne sont alors particulièrement intéressés par la détermination de la hauteur de ces sommets, qui n'est qu'un problème annexe.
En 1847, les Britanniques obtiennent du Sikkim l'autorisation d'installer un sanatorium pour leurs troupes à Darjeeling, à l'extrémité est de la chaîne. En 1848, Waugh y détermine une nouvelle base géodésique et mesure précisément la hauteur Chomolhari qui, à 23 929 pieds (7 300 m), s'avère bien moins élevé que ce qui était cru jusqu'alors, ainsi que celle du Kangchenjunga, qui au contraire est réévalué à 28 178 pieds (8 588 m), soit légèrement plus que les mesures d'alors du Dhaulagiri (28 077 pieds ou 8 558 m ; il apparaît également au nord-ouest un autre sommet appelé Deodangha, dont l'altitude serait proche du Kangchenjunga et du Dhaulaghiri.

### Everest

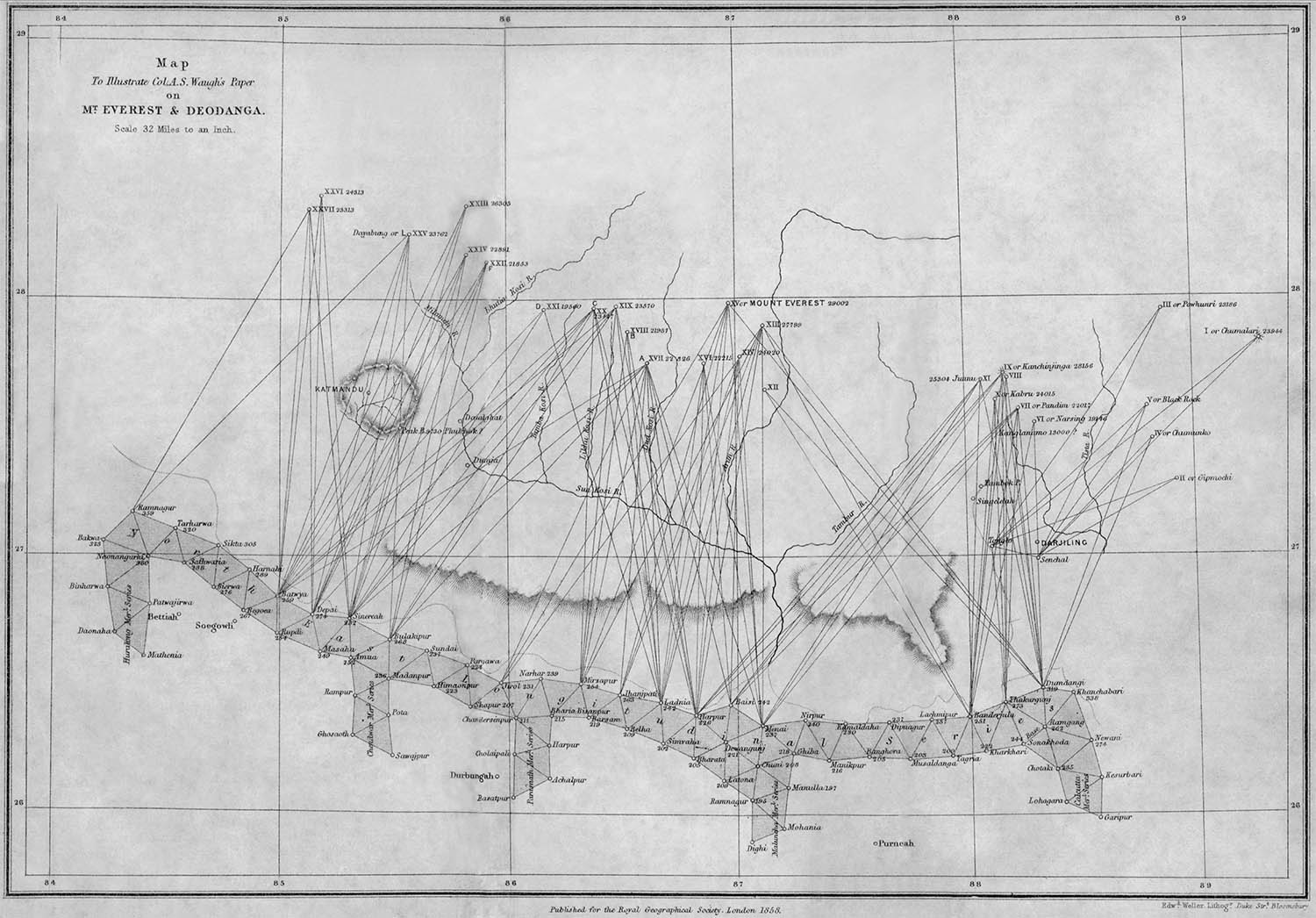
Carte de la triangulation des hauts sommets du Népal établi en 1858 : le plus élevé noté pic XV est baptisé mont Everest.

En 1856, le colonel Waugh envoie une communication à la Royal Geographic Society, annonçant les résultats des mesures pour ce qu'il pense être probablement le plus haut sommet du monde à 29 002 pieds. Désigné jusqu'alors comme pic XV, faute d'avoir pu en obtenir un nom local, le Népal étant fermé aux étrangers, il le baptise mont Everest du nom de son prédécesseur.

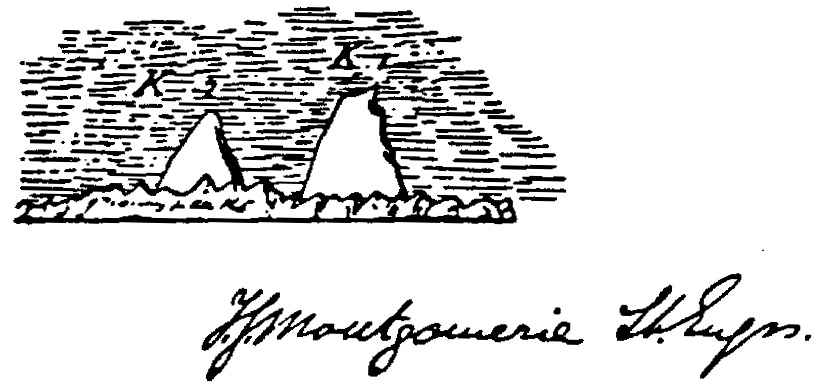
Schéma du K1 et du K2 par Thomas Montgomerie.

À la même époque le Raj britannique s'étend à ce qui est aujourd'hui le Pakistan, et les Britanniques dont la rivalité en Asie centrale avec la Russie (le « Grand Jeu ») entreprennent de cartographier la toute nouvelle principauté du Cachemire, sous la direction du capitaine Thomas Montgomerie. En 1856, ils aperçoivent depuis le sommet du Haramukh (5 142 m), ils aperçoivent la chaîne du Karakoram à 225 km, dont ils numérotent les sommets K1 (aujourd'hui Masherbrum) et K2. Il apparaît vite que le K2 pourrait rivaliser en hauteur avec l'Everest. Une nouvelle série de mesures est faite 1857, et les calculs lui donnent en 1858 une altitude de 28 287 pieds (un peu plus que les 8 611 m actuels), ce qui le place entre l'Everest et le Kangchenjunga.

## Rumeurs

### Mont Hercules
En 1875, un certain capitaine John A. Lawson publie à Londres le récit de ses pérégrinations en Nouvelle-Guinée, Wanderings in the interior of New Guinea, île alors complètement inexplorée, où il aurait gravi en deux jours un sommet, baptisé mont Hercules de 32 783 pieds (9 992 m). Il s'avère rapidement qu'il s'agit d'une complète fiction. Le mont Hercules reste néanmoins la plus haute montagne du monde dans certaines encyclopédies jusqu'à la fin du XIXe siècle.

### Minya Konka et Amnye Machen
En 1923, l'aventurier et botaniste Joseph Rock rencontre dans le Yunnan le général et explorateur britannique George Pereira, qui lui parle avant de mourir d'un sommet sacré gardé par des tribus sauvages, et qui serait plus haut que l'Everest : l'Amnye Machen dans la province de l'Amdo à la frontière nord-est du Tibet avec la Chine. Rock se rend dans la région en 1929, et en mesure la hauteur, à une centaine de kilomètres de distance et avec des techniques artisanales, qu'il estime à plus de 28 000 pieds (8 500 m), et peut-être plus haut que l'Everest,,.
En 1929, deux des fils du président Theodore Roosevelt, Theodore Junior et Kermit, reviennent d'une expédition du Sichuan, à la recherche du panda géant et rapportent des bruits selon lesquels le Minya Konka, le plus haut sommet du Tibet oriental, serait à plus de 30 000 pieds (9 000 m),,. La même année Joseph Rock se rend au pied de la montagne, mesure la hauteur avec un compas de poche et un baromètre, et télégraphie « MINYA KONKA HIGHEST PEAK ON GLOBE 30,250 FEET [9 220 m]. ROCK. » à la National Geographic Society qui finançait ses expéditions, mais qui est réticente à publier cette annonce. Dans l'article publié en 1930, la hauteur est ramenée à 25 600 pieds (7 800 m). Il est gravi en 1932 par Terris Moore et Richard Burdsall, son altitude étant de 7 556 m, ce qui en fait le 7 000 m le plus à l'est de l'Himalaya.
En 1944, plusieurs journaux relate qu'un DC3 américain, dérouté par un orage vers la chaîne de l'Amnye Machen, aurait vu un sommet émergeant plusieurs centaines de mètres au-dessus des 9 300 m indiqué par son altimètre. Il s'agissait en fait d'un canular lancé par des officiers de l'US Air force. Mais l'histoire est reprise par James Ramsey Ullman dans son livre sur les tentatives d'ascensions de l'Everest Kingdom of adventure : Everest en 1947, où il dit « Si cette mystérieuse montagne est vraiment plus haute que l'Everest, sa découverte figurera parmi les plus importantes de la géographie contemporaine ».
Une expédition scientifique d'exploration du massif de l'Amnye Machen est organisée en 1948 par le magazine Life, le Science Museum de Boston, et financée par le millionnaire du stylo à bille Milton Reynolds, passionné d'aviation (il vient de battre le record du tour du monde de Howard Hughes). Reynolds en Chine en 1948 avec un pilote d'essai, Bill Odom et une équipe scientifique dirigée par l'alpiniste et géodésiste Bradford Washburn à bord d'un C-87 spécialement équipé, baptisé le China Explorer. L'expédition est un fiasco complet : à la suite d'un accident à Pékin, au cours duquel l'avion perd son train d'atterrissage et un de ses quatre moteurs, des dissensions éclatant entre Reynolds et Odom et l'équipe scientifique d'une part, et les autorités chinoises d'autre part,,. L'expédition rentre aux États-Unis, après un mystérieux vol de Reynolds et Odom seuls, en aller-retour depuis Shanghai, non autorisé par les Chinois, au cours duquel Reynolds prétendra par la suite avoir aperçu un sommet au-dessus de 9 400 m.
En 1949, l'explorateur Leonard Clark, ancien des services secrets américains, conduit au pied de la montagne une expédition armée par le seigneur de la guerre chinois Ma Bufang. Avec un théodolite rudimentaire mesure l'altitude du sommet à 9 041 m, et affirme : « J'ai, sans le moindre doute, découvert la plus haute montagne du monde ». Évoquant la mort de Pereira en 1923, et celle du pilote Bill Odom dans un meeting aérien en 1949, il prétend que la montagne est maudite,,.
Dans les années 1960, une expédition chinoise gravit le sommet sud, à laquelle elle donne l'altitude de 7 160 m, largement en dessous de l'Everest. En 1980, la Chine réautorise aux étrangers l'accès à certains sommets du Tibet, et il apparaît que le point culminant est en fait le sommet nord, et qu'il n'est qu'à 6 282 m d'altitude. Il est gravi en 1981 par Galen Rowell, Harold Knutsen et Kim Schmitz.

### K2

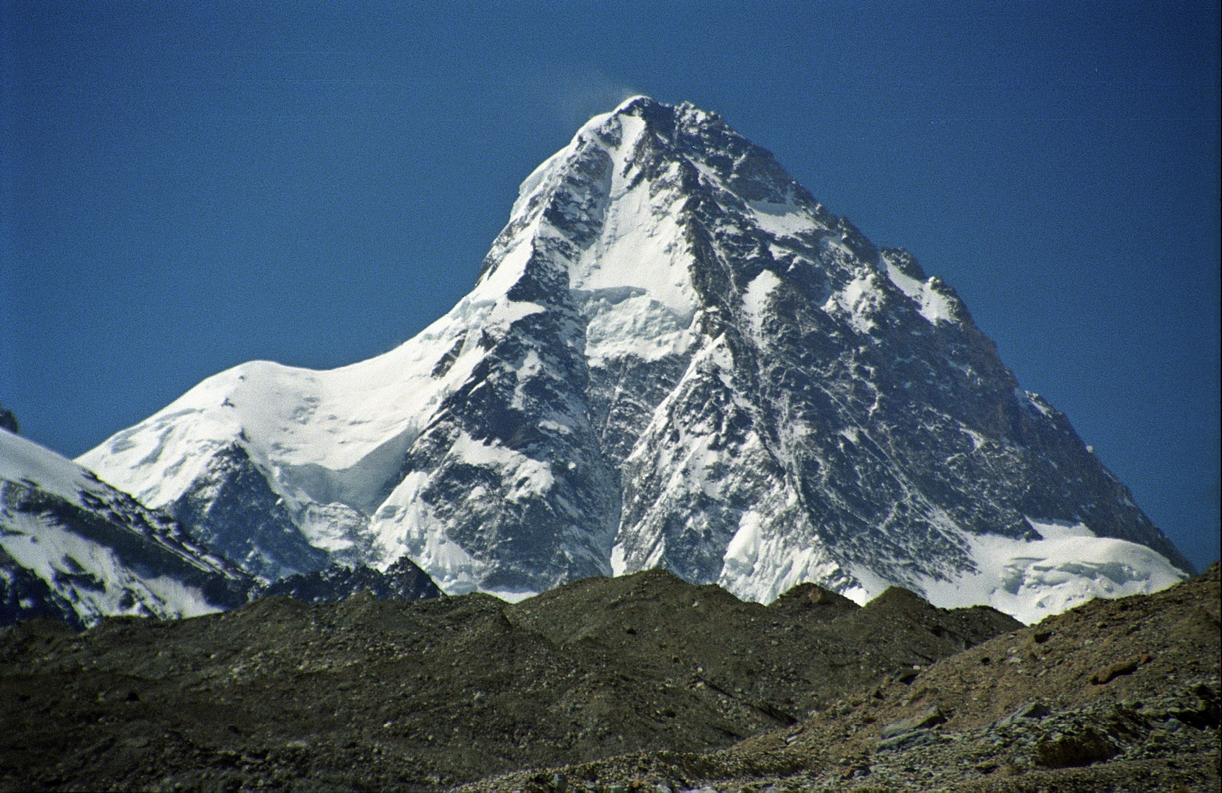
Vue du versant Nord du K2, tenté par l'expédition américaine de 1986.

Durant l'été 1986, le professeur d'astronomie George Wallerstein, de l'université de Washington, accompagne une expédition américaine sur l'arête Nord du K2, menée par l'alpiniste Lance Owens, avec un récepteur Doppler d'une trentaine de kilos, pour acquérir les signaux d'un satellite de l'U.S. Navy, et permettant de déterminer avec une précision métrique la position et l'altitude. À cause de la tempête qui cause la mort de treize alpinistes pendant l'été dans le versant sud de la montagne, l'équipe d'alpinistes ne parvient pas au sommet. Le récepteur reste au camp de base et, faute de temps et à la suite d'un problème de batterie, Wallerstein n'acquiert qu'un seul passage du satellite (alors qu'en principe 10 à 12 sont nécessaires pour confirmer les résultats). Les signaux sont cependant propres, et il obtient ainsi une référence altimétrique à partir de laquelle, il fait des mesures de triangulation géodésique classiques, sur des sommets environnants. De retour aux États-Unis, il constate que ses résultats sont plus hauts que ceux réalisés en 1937 par l'explorateur anglais Michael Spender, qui avait pris comme référence une altitude du K2 fixée à 8 611 m ; Wallerstein en déduit que l'altitude du K2 avait peut-être été sous-estimée et serait entre 8 859 et 8 909 m, donc peut-être supérieure à celle de l'Everest.
Ces résultats, qualifiés de préliminaires, sont annoncés en mars 1987 dans le New York Times. Cette annonce fait un certain bruit, notamment en Italie, les premiers hommes sur le toit du monde devenant Lino Lacedelli et Achille Compagnoni le 31 juillet 1954 ; selon Jon Krakauer : « En plus des Italiens, beaucoup d'alpinistes un peu partout dans le monde (à l'exception peut-être de ceux qui avaient escaladé l'Everest) mettaient de grands espoirs dans le K2, ayant le sentiment que cette montagne, qui est à la fois plus belle et plus difficile, méritait d'être la plus haute ». Aussitôt, une expédition italienne menée par Ardito Desio (qui avait dirigé l'expédition victorieuse au K2 en 1954) et Alessandro Caporali, part faire des mesures utilisant le GPS au K2 et à l'Everest et annonce, en octobre 1987, 8 616 m pour le K2 et 8 872 pour l'Everest, qui reste donc le plus haut sommet du monde,.